# Josane Sigart
Josane Sigart (pronunciado en francés: [ʒɔzan siɡaʁ]; Bruselas 7 de enero de 1909 – 20 de agosto de 1999) fue una tenista belga activa en los años 1930s.
En 1928 ganó el título de simples del Campeonato de Bélgica y repitió en 1929, 1931, 1932, 1936 y 1946. En 1932, ganó el campeonato de Wimbledon de dobles femenino con Doris Metaxa y llegó a la final de dobles mixto con Harry Hopman.
En 1932 Sigart fue clasificada en el número 10 del ranking mundial de Arthur Wallis Myers.